# Réaumurjeva temperaturna lestvica
Réaumurjeva temperatúrna léstvica [reomírjeva ~ ~] je lestvica za merjenje temperatur, ki jo je leta 1730 predlagal francoski naravoslovec René-Antoine Ferchault de Réaumur. Stopinja v tej lestvici se navadno označuje s °R, kar nesrečno sovpada z oznako stopinje v Rankinovi lestvici.
Réaumurjeva lestvica ima ničlo pri tališču ledu pri običajnem zračnem tlaku in 80 stopinj pri vrelišču vode pri enakih pogojih. Razdelitev temperaturnega intervala med tališčem ledu in vreliščem vode na 80 delov je bila najverjetneje pogojena z alkoholnim termometrom, ki ga je Réaumur uporabljal: če se umeri prostornino alkohola tako, da znaša enota 1,000 pri tališču ledu, se ta pri temperaturi vrelišča vode njegova prostornina poveča na 1,080 začetne prostornine.
|                                                                | iz Réaumur                  | v Réaumur                     |
| -------------------------------------------------------------- | --------------------------- | ----------------------------- |
| Celzij                                                         | [°C] = [°Ré] × 5⁄4          | [°Ré] = [°C] × 4⁄5            |
| Fahrenheit                                                     | [°F] = [°Ré] × 9⁄4 + 32     | [°Ré] = ([°F] − 32) × 4⁄9     |
| Kelvin                                                         | [K] = [°Ré] × 5⁄4 + 273,15  | [°Ré] = ([K] − 273,15) × 4⁄5  |
| Rankine                                                        | [°R] = [°Ré] × 9⁄4 + 491,67 | [°Ré] = ([°R] − 491,67) × 4⁄9 |
| Za temperaturne intervale uporabite, 1 °Ré = 1,25 °C = 2,25 °F |                             |                               |

Temperaturo v Réaumurjevih enotah se enostavno pretvori v Celzijeve:
T(°C) = 1,25 T(°R)